# Superliga Colombiana de Fútsal 2016
La Superliga Argos Fútsal 2016 fue la primera (1.ª) edición del torneo oficial de fútbol sala colombiano que enfrentó a los campeones de la Temporada 2016 del fútbol sala colombiano. El campeón de la Superliga, obtuvo un cupo a la Copa Libertadores de fútbol sala 2017.

## Sistema de juego
La Superliga de Colombia se disputa a dos enfrentamientos directos de ida y vuelta, entre los dos campeones de los torneos de liga organizados en el año inmediatamente anterior. En caso de que el mismo equipo haya ganado ambos torneos la Superliga no se disputará y en su lugar el equipo campeón recibirá el título de Campeón de la Superliga y también el pase al torneo continental. El equipo que haya tenido más puntos en la Temporada 2016 del fútbol sala colombiano, juega el partido de ida como visitante y el encuentro de vuelta en condición de local.
El equipo que tras los dos enfrentamientos finalice con más puntaje, es coronado como campeón. En caso de que terminen con la misma cantidad de puntos, el desempate se hace mediante la diferencia de goles, siendo campeón el de mejor diferencia. Si el empate persiste, se procede al desarrollo de dos tiempos extras de cinco minutos cada uno, si el empate persiste el campeón se definirá mediante tiros desde el punto penal.
Real Bucaramanga empezará la llave de visitante y terminará en casa debido a que obtuvo un mayor puntaje en la reclasificación que su rival, Real Antioquia (67 y 60, respectivamente).

## Llave
| Real Antioquia       | Real Bucaramanga            |
| -------------------- | --------------------------- |
| Coliseo Tulio Ospina | Coliseo Vicente Díaz Romero |
| Capacidad: 5.000     | Capacidad: 8.000            |
|                      |                             |
| Bello                | Bucaramanga                 |

## Partidos

### Partido de ida
| Partido de ida de la Superliga Argos Fútsal 2016; 10 de febrero de 2017, 19:45 (UTC-5) | Real Antioquia                                                         | 4:2     | Real Bucaramanga                         | Coliseo Tulio Ospina, Bello |                           |
|                                                                                        | 4' 21 ST' John Parra · 19' Sebastián Rodríguez · 39 ST' Daniel Gallego | Reporte | 1 ST' Steven Abril · 31 ST' Camilo Gómez | Árbitro(s): Oswaldo Gómez   | Árbitro(s): Oswaldo Gómez |

### Partido de vuelta
| Partido de vuelta de la Superliga Argos Fútsal 2016; 16 de febrero de 2017, 19:45 (UTC-5) | Real Bucaramanga | 0:6     | Real Antioquia                                                         | Coliseo Vicente Díaz Romero, Bucaramanga |                           |
|                                                                                           |                  | Reporte | 13' Felipe Echavarría, Jorge Cuervo, Jonathan Cárdenas, Daniel Gallego | Árbitro(s): Ferney García                | Árbitro(s): Ferney García |

## Campeón
|                                      |
| Campeón Real Antioquia Primer título |